# Крутая (приток Санкины)
Крутая — река в России, протекает по Алапаевскому району Свердловской области. Длина реки составляет 11 км.
Начинается из болота Дальний Рям, лежащего посреди сосново-берёзового леса. Течёт в общем западном направлении через берёзово-пихтовый лес и болото Курьинская Тундра, теряясь в нём. Русло хорошо прослеживается только в низовьях. Устье реки находится в 40 км по левому берегу реки Санкина на высоте 68 метров над уровнем моря.

## Данные водного реестра
По данным государственного водного реестра России относится к Иртышскому бассейновому округу, водохозяйственный участок реки — Тура от впадения реки Тагил и до устья, без рек Тагил, Ница и Пышма, речной подбассейн реки — Тобол. Речной бассейн реки — Иртыш.
Код объекта в государственном водном реестре — 14010502312111200005971.